# Castniidae
Castniidae är en familj av fjärilar. Castniidae ingår i överfamiljen Sesioidea, ordningen fjärilar, klassen egentliga insekter, fylumet leddjur och riket djur. Enligt Catalogue of Life omfattar familjen Castniidae 368 arter. 

## Bildgalleri

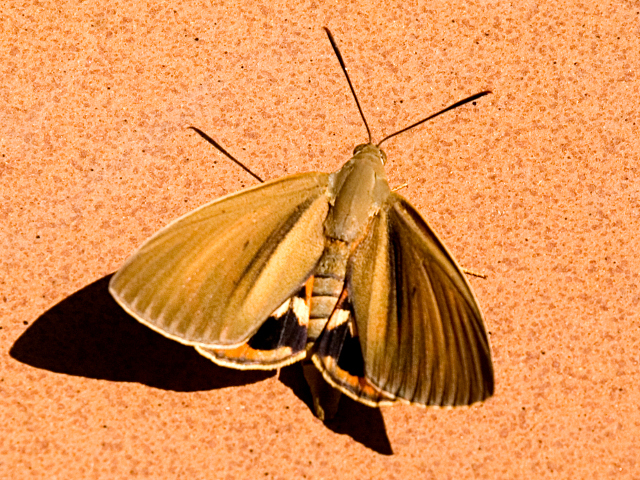
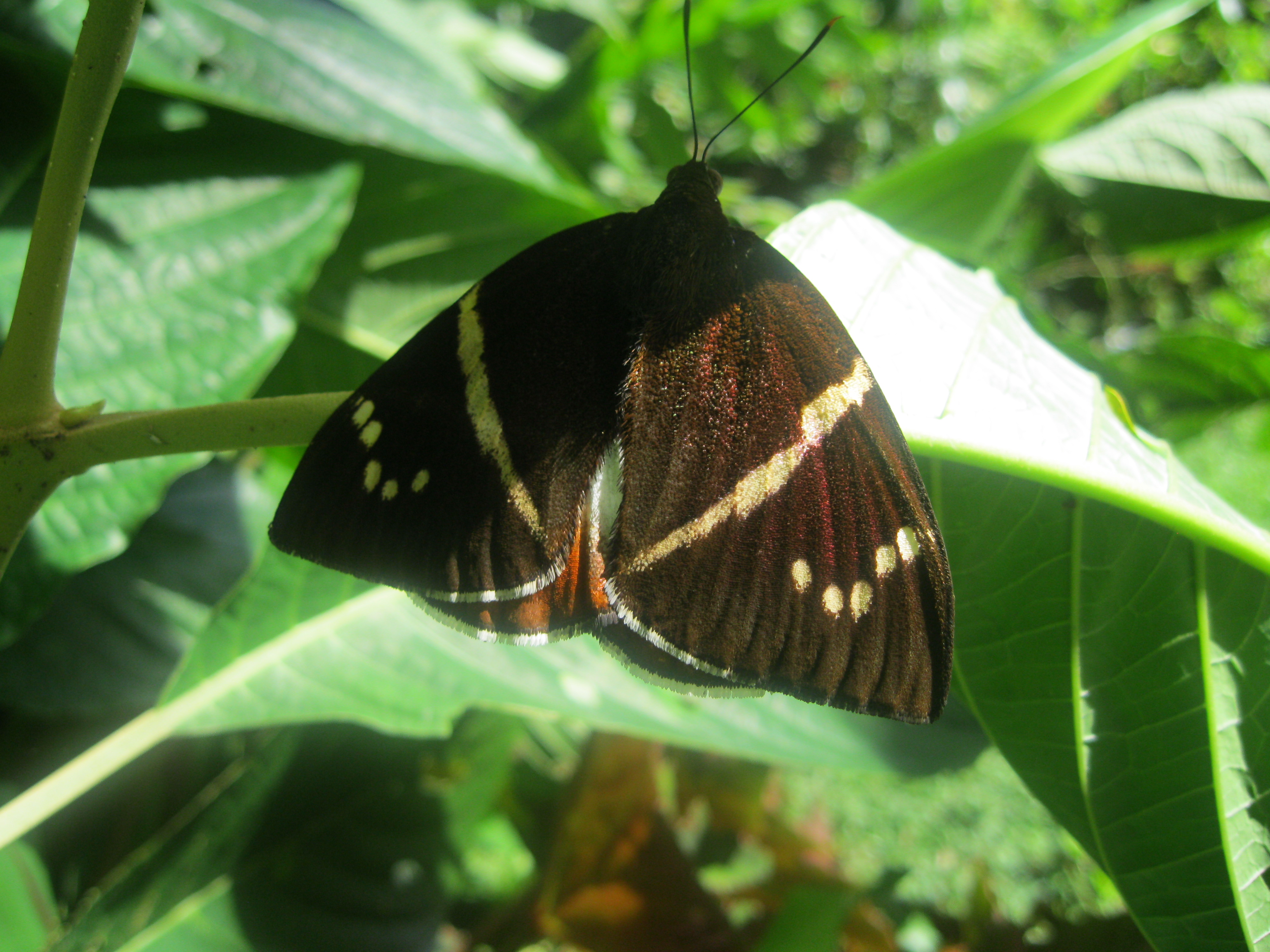
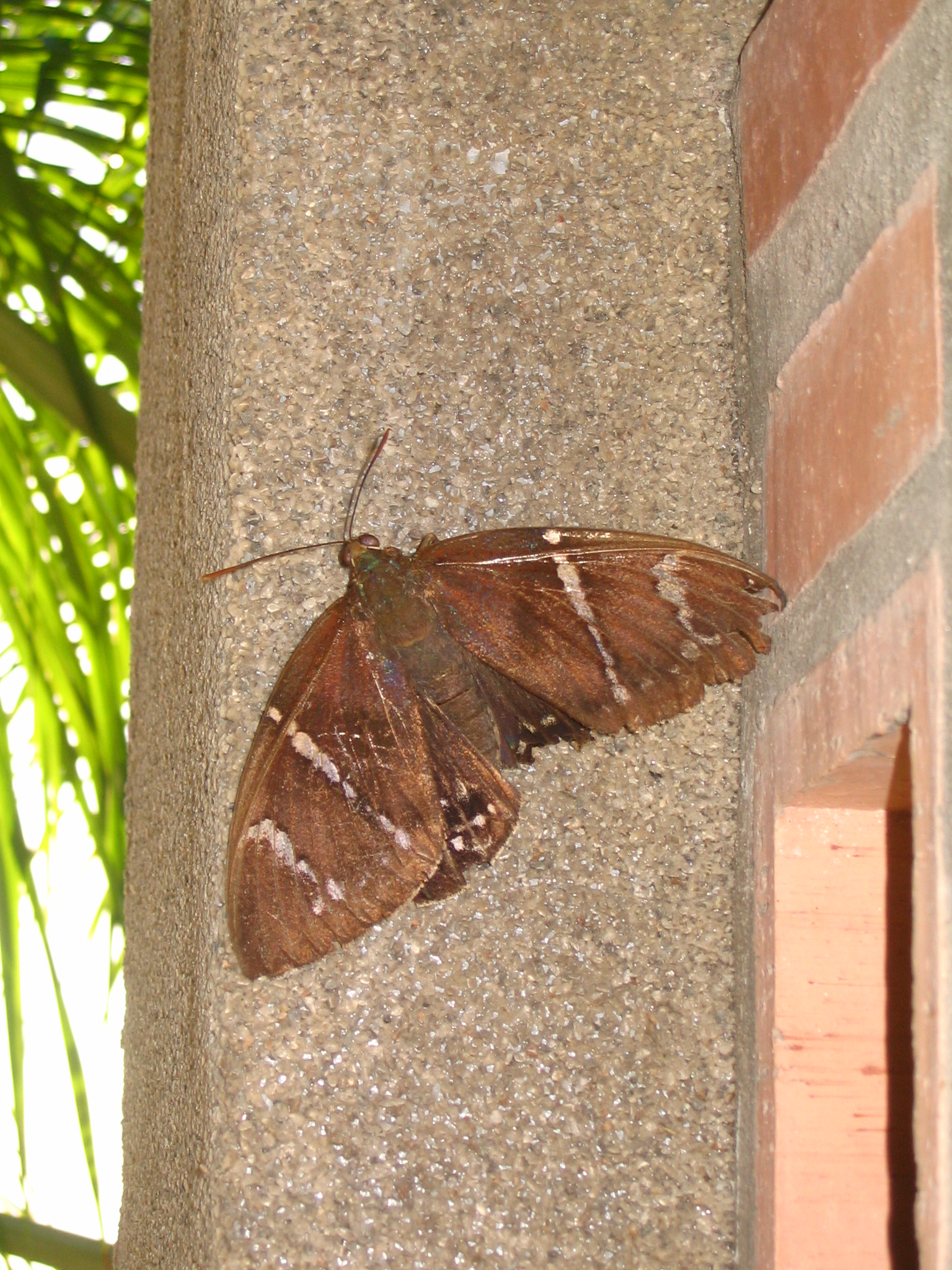
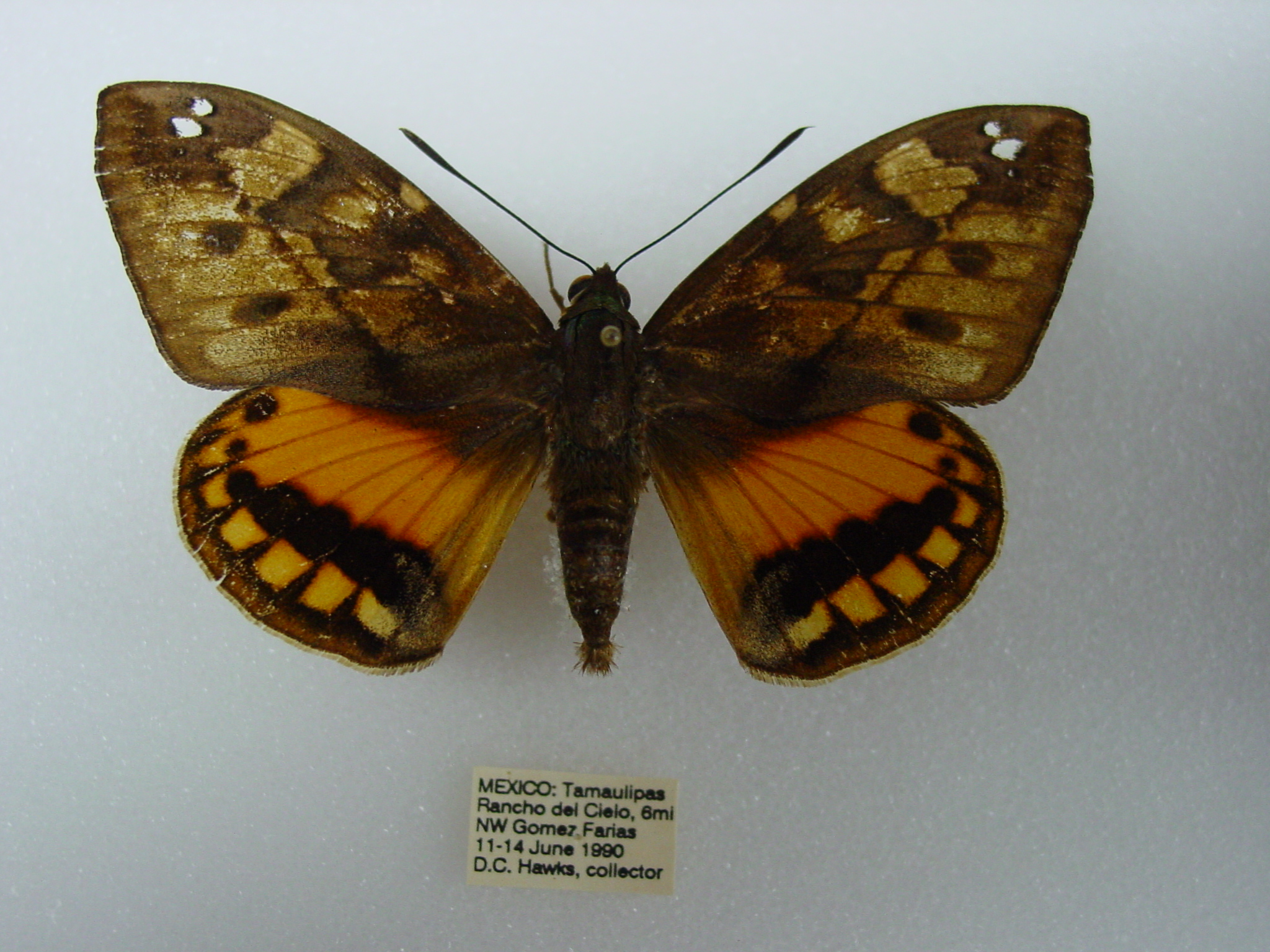

## Dottertaxa till Castniidae, i alfabetisk ordning[1]
- Amauta
- Athis
- Castnia
- Castniomera
- Ceretes
- Corybantes
- Divana
- Duboisvalia
- Elina
- Enicospila
- Erythrocastnia
- Eupalamides
- Feschaeria
- Frostetola
- Gazera
- Haemonides
- Herrichia
- Hista
- Imara
- Ircila
- Lapaeumides
- Mirocastnia
- Nasca
- Neocastnia
- Paysandisia
- Prometheus
- Spilopastes
- Synemon
- Synpalamides
- Tascina
- Tosxampila
- Xanthocastnia
- Yagra
- Ypanema
- Zegara